# Limnophora flavifrons
Limnophora flavifrons är en tvåvingeart som beskrevs av Stein 1915. Limnophora flavifrons ingår i släktet Limnophora och familjen husflugor.
Artens utbredningsområde är Taiwan. Inga underarter finns listade i Catalogue of Life.